# Смолигів (Польща)
Смолигів (пол. Smoligów, Смолигув) — село в Польщі, у гміні Мірче Грубешівського повіту Люблінського воєводства. Населення — 365 осіб (2011).

## Назва
На думку мовознавиці Галини Вишневської, назва Смолигова походить від руського імені Смолига.

## Історія
Вперше село згадується в 1430 р. у власновті Томаша Квачали з Монятич.
За королівською люстрацією 1589 р. Смолигів — село округи Гринів Белзького повіту Белзького воєводства: у володінні Мартина Строжовського налічувалось 4½ лану оброблюваної землі, 4 загородники без землі та 2 коморники.
У 1827 р. були 33 будинки і 203 мешканці та фільварок. Фільварок на 1885 р. мав 440 моргів, 5 мурованих будинків і 9 дерев'яних, а село — 41 садибу і 581 морг.
Від 1867 до 1936 р. Смолигів був у складі волості (ґміни) Мірче, з 1936 р. — ґміни Ментке.
Українці села були парафіянами греко-католицької церкви у Крилові, яка належала до Холмської єпархії, в 1875 р. її відібрала російська влада і віддала Російській православній церкві.
За переписом 1905 р. у селі Смолигів було 346½ десятин землі (чорнозем), 75 будинків і 490 мешканців (222 православних, 268 римо-католиків), а у фільварку Ф. Кільчевського — 246 десятин землі (чорнозем), 4 будинки і 23 мешканці (6 православних, 13 римо-католиків і 4 юдеї). У 1905—1908 рр. за указом царя ті греко-католики, які відмовлялися належати до Російської православної церкви, через заборону греко-католицької церкви перейшли до римо-католицької і стали латинниками, у Смолигові їх налічувалось 86 осіб.
У 1915 р. перед наступом німецьких військ російською армією спалене село і більшість українців були вивезені вглиб Російської імперії, звідки повертались уже після закінчення війни. Натомість поляків не вивозили.
У 1921 р. польський перепис нарахував 79 будинків і 445 жителів, з них 334 римо-католики, 102 православні, 9 юдеїв.
У 1943—1944 рр. польські шовіністи з Батальйонів хлопських під командуванням майора Станіслава Басая постійно базувалися і тероризували українське населення села, через що 27 березня 1944 р. під час штурму села 5-им полком 14-тої гренадерської дивізії СС «Галичина» під командуванням підполковника Фроемерта спалене село і загинуло 200 поляків (переважно цивільних) і 59 українців.
У 1975—1998 роках село належало до Замойського воєводства.

## Демографія
Демографічна структура станом на 31 березня 2011 року:
|          | Загалом | Допрацездатний вік | Працездатний вік | Постпрацездатний вік |
| -------- | ------- | ------------------ | ---------------- | -------------------- |
| Чоловіки | 190     | 28                 | 102              | 60                   |
| Жінки    | 175     | 13                 | 64               | 98                   |
| Разом    | 365     | 41                 | 166              | 158                  |